# Landsdómur
Landsdómur (eller på dansk Landsretten) er den islandske rigsret. Den islandske forfatning bestemmer at Landsdómur pådømmer sager som Altinget anlægger mod ministrene for forbrydelser i embedsmedfør. Domstolen består af 15 dommere. Domstolen blev oprettet i 1905 men havde aldrig været kaldt sammen indtil Altinget d. 28. september 2010 besluttede at anklage forhenværende premierminister Geir H. Haarde for pligtforsømmelse i forbindelse med den islandske bankskandale. 

## Ministeransvar og Landsdómur
I Island er ministrene ansvarlige over for Altinget jf. § 14 i forfatningen og dette ansvar kaldes ministeransvaret. Ministeransvaret er opdelt i det "politiske ansvar" og det "retlige ansvar". Præsidenten er derimod ikke ansvarlig jf. forfatningen § 11.
Det politisk ansvar er, at ministeren skal nyde flertal af altingets tillid og at hvis Altinget kan vedtaget en mistillidserklæring mod ministeren, er ministeren tvunget til at træde tilbage. 
Det retlige ansvar består i at et flertal i Altinget kan påklage ministerens embedsførelse for Landsdómur.
Ifølge loven om ministeransvar bærer ministre strafansvar i tre tilfælde:
- Hvis ministeren overtræder landets forfatning (forfatningsbrud)
- Hvis han overtræder andre love
- Hvis han i høj grad misbrugt sine beføjelser eller udføre noget eller lader noget udføre, som udgør en forudsigelig fare statens sikkerhed.

Kun Landsdómur kan dømme efter ministeransvarsloven. Overtrædelser af loven medfører afskedigelse, bøde eller fængsel i op til to år. Landsdómurs domme er endelige og kan ikke ankes.

## Dommere
Landsdómur består af 15 dommere;
- De fem længstsiddende højesteretsdommere. Formanden for Højesteret er også Landsdómurs formand.
- Overdommeren ved Reykjavik herredsret
- En professor i forfatningsret ved Islands Universitet
- Otte dommere valgt af Altinget for seks år ad gangen samt stedfortrædere for disse.[3]